# 아버지들의 아버지
아버지들의 아버지는 베르나르 베르베르의 소설이다.